# 納爾遜 (內華達州)
納爾遜（英語：Nelson）是位於美國內華達州克拉克縣的普查規定居民點。

## 歷史
納爾遜的郵局於1905年設立，1929年關閉後又於1938年重啟，最終於1944年停運。

## 人口
根據2020年美國人口普查的數據，納爾遜的面積為12.43平方千米，皆為陸地。當地共有人口22人，而人口密度為每平方千米1.77人。